# جياني غيغو
جياني غيغو (بالإسبانية: Gianni Guigou)‏ (مواليد 22 فبراير 1975) هو لاعب كرة قدم. يلعب مع منتخب الأوروغواي لكرة القدم. سبق له أن لعب في كأس العالم لكرة القدم مع منتخب بلاده.

## مسيرته الكروية
لعب جياني غيغو خلال مسيرته الاحترافية مع 5 أندية في سبعة عشر موسمًا وسجل خلالها 10 أهداف ضمن 234 مباراة. ولم يفز بأي موسم بالكأس وفاز في ثلاثة مواسم بالدوري.
خاض جياني غيغو مسيرته مع نادي ناسيونال مونتيفيديو في موسم 1995 في المرة الأولى ليلعب معه ستة مواسم ثم في موسم 2009–10 لمدة موسم واحد، مشاركًا طوالها في 78 مباراة سجل خلالها 6 أهداف. ثم انتقل إلى نادي روما في موسم 2000–01 واستمر معه طيلة ثلاثة مواسم، حيث شارك في 36 مباراة سجل خلالها هدفًا واحدًا. لينتقل بعدها إلى نادي سيينا في موسم 2003–04 لمدة موسم واحد، مشاركًا في 32 مباراة سجل خلالها هدفًا واحدًا أيضًا. ثم انتقل إلى نادي فيورنتينا في موسم 2004–05 ولمدة موسمين، مشاركًا في 6 مباريات ولم يسجل أي هدف. هذا وانتقل لاحقًا إلى نادي تريفيزو في موسم 2005–06 ليلعب معه أربعة مواسم، مشاركًا في 82 مباراة سجل خلالها هدفين.

## روابط خارجية
- جياني غيغو على موقع الاتحاد الدولي (مؤرشف)  (الإنجليزية)
- جياني غيغو على موقع قاعدة بيانات كرة القدم.إي يو (الإنجليزية)
- جياني غيغو على موقع ناشيونال فوتبول تيمز (الإنجليزية)
- جياني غيغو على موقع Soccerway.com (الإنجليزية)
- جياني غيغو على موقع عالم كرة القدم.نت (الإنجليزية)